# Dintelse Gorzen
De Dintelse Gorzen vormen een natuurgebied in de gemeente Steenbergen ter grootte van 539 hectare. Het is gelegen aan de zuidoever van het Volkerak in de Nederlandse provincie Noord-Brabant. In het westen, aan de overzijde van de Steenbergse Vliet sluit het gebied aan op de Slikken van de Heen. De Dintelse Gorzen zijn net als het oostelijk deel van de Slikken van de Heen in eigendom van de Vereniging Natuurmonumenten.

## Ontstaan

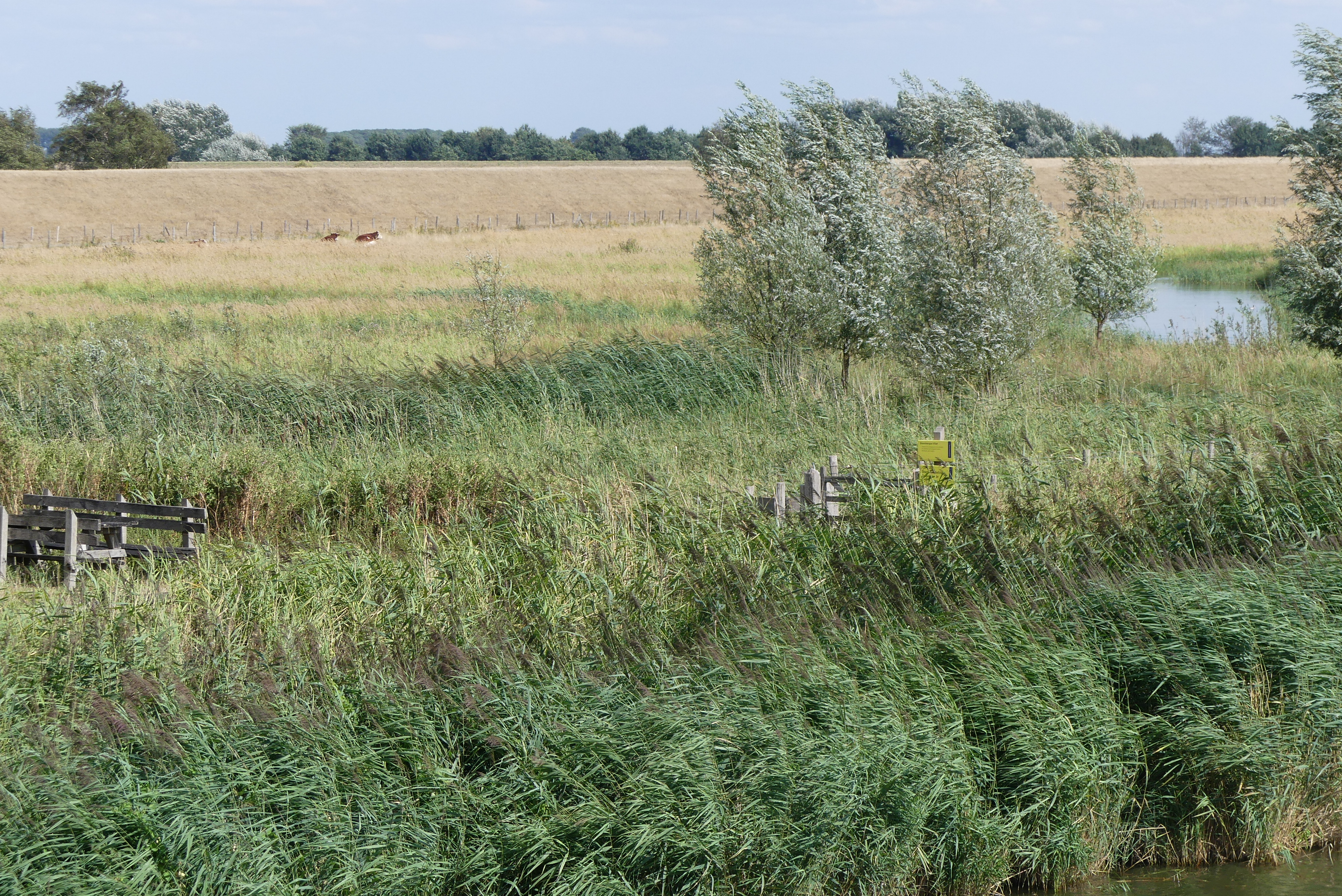
Dintelse gorzen

De Dintelse Gorzen danken hun naam aan de rivier de Dintel, hoewel deze rivier niet direct gelegen is aan de Dintelse Gorzen. Het gebied van slikken en gorzen wordt al in de 15e eeuw genoemd en behoorde toe aan de burgers van Steenbergen. Dezen wilden het gebied indijken, maar dit is dankzij de sterke stroming nooit gelukt. Nadat de Philipsdam in 1987 was voltooid, verdwenen de getijden en ontstond het huidige gebied. Door de vroegere geschiedenis bestaat het gebied uit allerlei 'eilanden' van zoete grond binnen een voornamelijk zilt landschap, wat zorgt voor een grote diversiteit aan planten; in het bijzonder orchideeën. Voorts komen nog zeekraal, zeeaster en zilte schijnspurrie voor.

## Fauna
In het gebied bevinden zich een kudde Schotse hooglanders die de vegetatie begrazen. Naast deze grote grazers bieden de gorzen ook thuis aan grote vogelkolonies, zoals die van de rotgans, grauwe gans, grote zilverreiger en de lepelaar, maar ook jagers zoals de blauwe kiekendief en de buizerd. 

## Wandel- en vaarroutes
De Dintelse Gorzen zijn het hele jaar vrij toegankelijk en daarnaast onderdeel van het Floris V-pad. De rivier de Steenbergse Vliet die de westgrens vormt komt uit in de stadshaven van Steenbergen. Honden zijn, ook aangelijnd, niet toegestaan in het gebied. Dit vanwege het gevaar dat zij voor broedende vogels kunnen vormen.